# Кияницька сільська рада
Кияницька сільська́ ра́да — колишній орган місцевого самоврядування в Сумському районі Сумської області. Адміністративний центр — селище Кияниця.

## Загальні відомості
- Населення ради: 2 387 осіб (станом на 2001 рік)

## Населені пункти
Сільській раді були підпорядковані населені пункти:
- с-ще Кияниця
- с-ще Варачине
- с-ще Іволжанське
- с. Корчаківка
- с. Нова Січ
- с-ще Мар'їне
- с-ще Мала Корчаківка
- с. Храпівщина
- с. Яблунівка

## Склад ради
Рада складалася з 18 депутатів та голови.
- Голова ради: Рибальченко Анатолій Іванович
- Секретар ради: Гузій Ольга Іванівна

### Керівний склад попередніх скликань
| Прізвище, ім'я, по батькові   | Основні відомості                                                               | Дата обрання | Дата звільнення |
| ----------------------------- | ------------------------------------------------------------------------------- | ------------ | --------------- |
| Грек Володимир Васильович     | Сільський голова, 1953 року народження, безпартійний                            | 26.03.2006   | 26.12.2006      |
| Рибальченко Анатолій Іванович | Сільський голова, 1964 року народження, освіта середня спеціальна, безпартійний | 22.04.2007   | 31.10.2010      |
| Рибальченко Анатолій Іванович | Сільський голова, 1964 року народження, освіта середня спеціальна, безпартійний | 31.10.2010   |                 |

Примітка: таблиця складена за даними сайту Верховної Ради України